# Csépa-szelevényi gyepek
Csépa-szelevényi gyepek este o arie protejată (arie specială de conservare — SAC, sit de importanță comunitară — SCI) din Ungaria întinsă pe o suprafață de 213,65 ha, integral pe uscat.

## Localizare
Centrul sitului Csépa-szelevényi gyepek este situat la coordonatele 46°47′44″N 20°10′06″E / 46.795556°N 20.168333°E.

## Înființare
Situl Csépa-szelevényi gyepek a fost declarat sit de importanță comunitară în mai 2004 pentru a proteja 3 specii de animale. Situl a fost protejat și ca arie specială de conservare în februarie 2010.

## Biodiversitate
Situată în ecoregiunea panonică, aria protejată conține 4 habitate naturale: Stepe și mlaștini sărate panonice, Pajiști stepice panonice pe loess, Liziere de ierburi înalte hidrofile de câmpie și de nivel montan până la alpin, Râuri cu maluri nămoloase cu vegetație de Chenopodion rubri p.p. și Bidention p.p..
La baza desemnării sitului se află mai multe specii protejate:
- amfibieni (2): buhai de baltă cu burta roșie (Bombina bombina), triton cu creastă dobrogean (Triturus dobrogicus)
- reptile (1): țestoasa de baltă (Emys orbicularis)